# Be the One
«Be the One» es el cuarto sencillo del álbum debut de la banda The Ting Tings, We Started Nothing. Fue originalmente planeado para ser lanzado en 6 de octubre del 2008, pero fue relanzado el 13 de octubre de ese mismo año.

## Videoclip
El video empieza con la vocalista Katie White despertándose en la camilla de un hospital y escapando del mismo, mientras el baterista Jules de Martino toca en lo que parece un club. Durante el resto del video ambos integrantes son continuamente acompañados por personas que sostienen una enorme pantalla en la que se refleja todo lo que sucede. Ya al final, cuando los dos se reencuentran, parecen escapar en un auto, con Katie tocando la guitarra mientras Jules conduce, pero cuando se agranda la imagen, se ve que el automóvil está estacionado y hay cámaras filmando la escena.

## Lista de canciones

### Descarga digital
| Digital |                                            |          |  |
| N.º     | Título                                     | Duración |  |
| 1.      | «Be the One» (single mix)                  |          |  |
| 2.      | «Be the One» (Bimbo Jones club mix)        |          |  |
| 3.      | «Be the One» (The Japanese Popstars remix) |          |  |

### CD
| CD  |                                     |          |  |
| N.º | Título                              | Duración |  |
| 1.  | «Be the One» (single mix)           |          |  |
| 2.  | «Be the One» (Bimbo Jones club mix) |          |  |

### Vinilo
| Vinyl |                                            |          |  |
| N.º   | Título                                     | Duración |  |
| 1.    | «Be the One» (single mix)                  |          |  |
| 2.    | «Be the One» (The Japanese Popstars remix) |          |  |

## Posicionamiento
| Listas              | Posición |
| ------------------- | -------- |
| UK Singles Chart    | 28       |
| Czech Airplay Chart | 7        |